# Paróquia Nossa Senhora de Montevirgem e São Luís Gonzaga

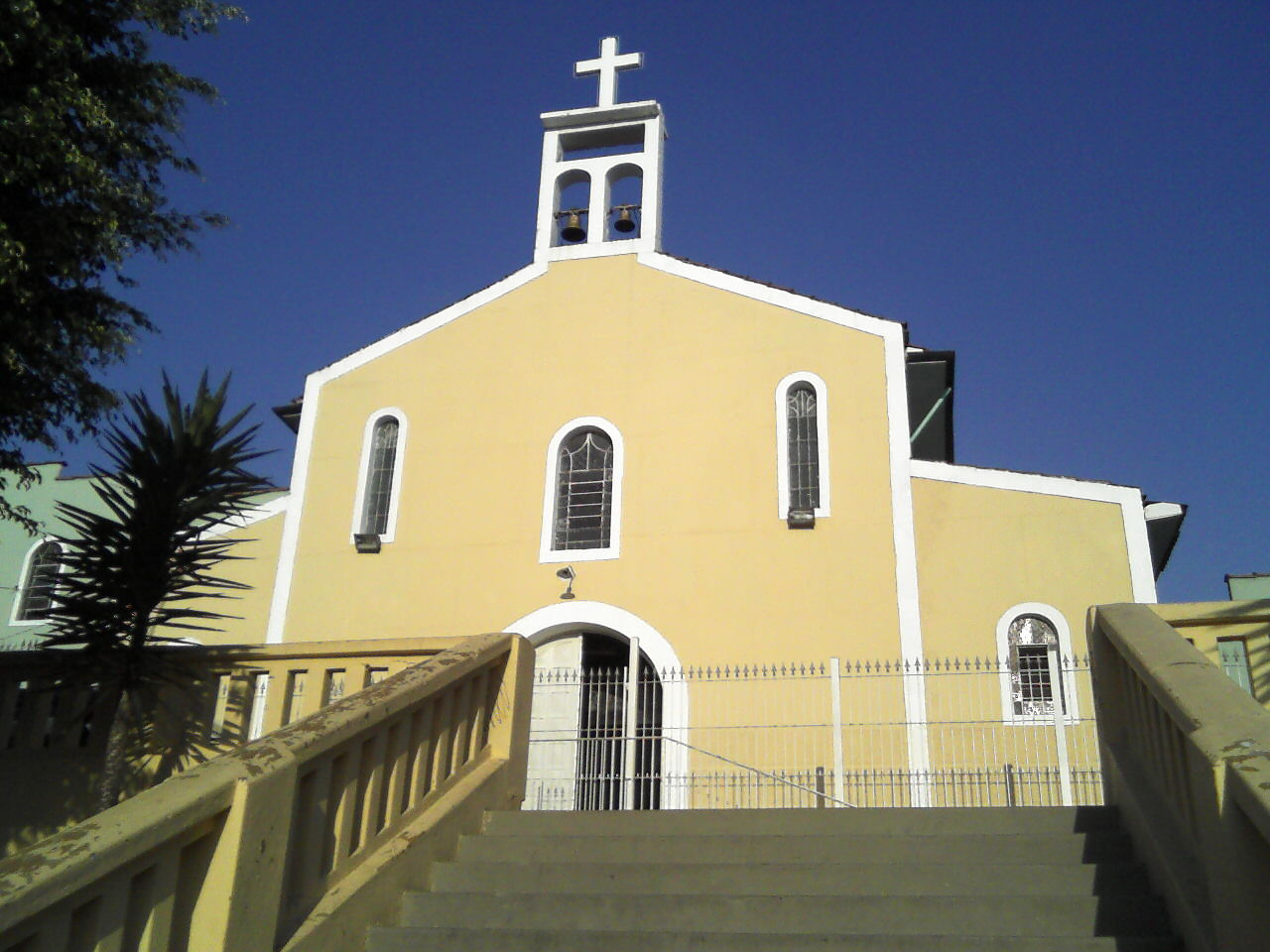
Paróquia Nossa Senhora de Montevirgem e São Luís Gonzaga

A Paróquia Nossa Senhora de Montevirgem e São Luís Gonzaga é uma circunscrição eclesiástica da Igreja Católica na cidade de São Paulo, Brasil, no bairro do Cangaíba. Pertence à diocese de São Miguel Paulista.